# Nikolaj Sergeevič Korotkov
Nikolaj Sergeevič Korotkov (in russo Николай Сергеевич Коротков?; Kursk, 26 febbraio 1874 – Pietrogrado, 14 marzo 1920) è stato un chirurgo russo, pioniere della chirurgia vascolare ed inventore della tecnica di misurazione della pressione sanguigna.
Il suo nome è associato ai rumori di Korotkov, i suoni che si possono udire tramite stetoscopio durante la misurazione della pressione.